# Prostitución en los Estados Unidos

Prostitución en Norteamérica. En gris denota Nevada, único estado de los Estados Unidos donde la prostitución es legal en algunos condados. En el resto de estados está catalogada como ilegal.

Legalidad de la prostitución en burdeles en Nevada por condados
Prostitución permitida, al menos un burdel activo
Prostitución permitida, ningún burdel activo
Prostitución prohibida

La prostitución en los Estados Unidos es ilegal en la gran mayoría de estados como consecuencia de las leyes estatales y no de las federales. Sin embargo, es legal en algunos condados rurales del estado de Nevada. Además, en el estado de Maine está despenalizado vender sexo, pero es ilegal comprarlo. No obstante, la prostitución existe en otros lugares del país.
La regulación de la prostitución en el país no figura entre las competencias enumeradas del gobierno federal. Por lo tanto, es competencia exclusiva de los estados permitir, prohibir o regular de otro modo el comercio sexual en virtud de la Décima Enmienda a la Constitución de los Estados Unidos, salvo en la medida en que el Congreso pueda regularlo como parte del comercio interestatal con leyes como la Ley Mann. En la mayoría de los estados, la prostitución se considera un delito menor en la categoría de delitos de orden público, es decir, delitos que alteran el orden de una comunidad. Antes, la prostitución se consideraba un delito de vagabundeo.
Actualmente, Nevada es el único estado estadounidense que permite la prostitución legal, en forma de burdeles regulados, cuyas condiciones están estipuladas en los Estatutos Revisados de Nevada. Hay diez condados que teóricamente permiten la prostitución en prostíbulos, pero cuatro de ellos (Churchill, Esmeralda, Humboldt y Mineral) no tienen actualmente prostíbulos activos. Solo estos seis condados cuentan actualmente con burdeles legales activos: Elko, Lyon, Nye, White Pine, Lander y Storey.
Todas las formas de prostitución son ilegales en estos siete condados: Clark (que contiene el área metropolitana de Las Vegas-Paradise), Washoe (que contiene Reno), Carson City, Douglas, Eureka, Lincoln y Pershing. La prostitución callejera, el «proxenetismo» y vivir de las ganancias de una prostituta siguen siendo ilegales según la legislación de Nevada, como ocurre en el resto del país.
Según el Instituto Nacional de Justicia, un estudio realizado en 2008 alegó que aproximadamente entre el 15 y el 20 por ciento de los hombres del país se han dedicado al comercio sexual.

## Historia

### SigloXVIII
Algunas de las mujeres de la Revolución Americana que seguían al Ejército Continental servían a los soldados y oficiales como compañeras sexuales. Las prostitutas eran una presencia preocupante para los mandos del ejército, sobre todo por la posible propagación de enfermedades venéreas, término que se modificó hasta las llamadas infecciones de transmisión sexual (ITS).

### SigloXIX
En el siglo XIX, los burdeles de salón atendían a la clientela de clase alta, mientras que las casas de citas atendían a la clase baja. En los salones de concierto, los hombres podían comer, escuchar música, ver una pelea o pagar a las mujeres por sexo. En el Bajo Manhattan había más de 200 burdeles. La prostitución era ilegal en virtud de las leyes de vagabundeo, pero la policía y los funcionarios municipales, sobornados por los propietarios de los burdeles y las madames, no hacían cumplir estas leyes. Los intentos de regular la prostitución fueron rechazados por ser contrarios al bien público.
Mientras se derogaban los actos oficiales de regulación, hubo quienes, desde una perspectiva más religiosa, tomaron en sus manos este acto de reforma de la prostitución. La Magdalen Society era una organización del siglo XIX que pretendía sacar a las prostitutas de las calles y convertirlas en mujeres respetables. Motivada por la preocupación de que Filadelfia estuviera cayendo en el desorden social, la sociedad fundó un asilo para sacar a las mujeres de las calles. 138 mujeres buscaron refugio aquí en los años comprendidos entre 1807 y 1820, y fueron colocadas con familias religiosas que les enseñaron a leer convirtiéndolas en mujeres respetables. La mayoría de las mujeres que ingresaban en el asilo sólo permanecían dos meses y medio, y utilizaban las puertas abiertas como lugar temporal para vivir fuera de la calle. El mayor éxito de la sociedad fue el de Elizabeth Ogden, una mujer a la que se consideró reformada y que abrió una escuela para niños.
Los beneficios de la fiebre del oro entre 1840 y 1900 atrajeron el juego, la delincuencia, los salones y la prostitución a las ciudades mineras del salvaje Oeste. Una prostituta, Julia Bulette, que ejercía en la ciudad minera de Virginia City (Nevada), fue asesinada en 1867. Treinta años antes, en 1836, la cortesana neoyorquina Helen Jewett fue asesinada por uno de sus clientes, lo que dio a la prostitución una considerable notoriedad. La Ordenanza Lorette de 1857 prohibió la prostitución en el primer piso de los edificios de Nueva Orleans. No obstante, la prostitución siguió creciendo rápidamente en Estados Unidos, convirtiéndose en un negocio de 6,3 millones de dólares en 1858, más que las industrias naviera y cervecera juntas.
Sin embargo, algunos oficiales del ejército fomentaron la presencia de prostitutas durante la guerra de Secesión para mantener alta la moral de las tropas. El 20 de agosto de 1863, el general de brigada Robert S. Granger, comandante del ejército estadounidense, legalizó la prostitución en Nashville (Tennessee), para frenar las enfermedades venéreas entre los soldados de la Unión. La medida tuvo éxito y los índices de enfermedades venéreas descendieron del 40 % a solo el 4 %, gracias a un estricto programa de controles sanitarios que exigía que todas las prostitutas se registraran y fueran examinadas por un médico colegiado cada dos semanas, por lo que se les cobraba una cuota de registro de cinco dólares más 50 centavos cada vez.

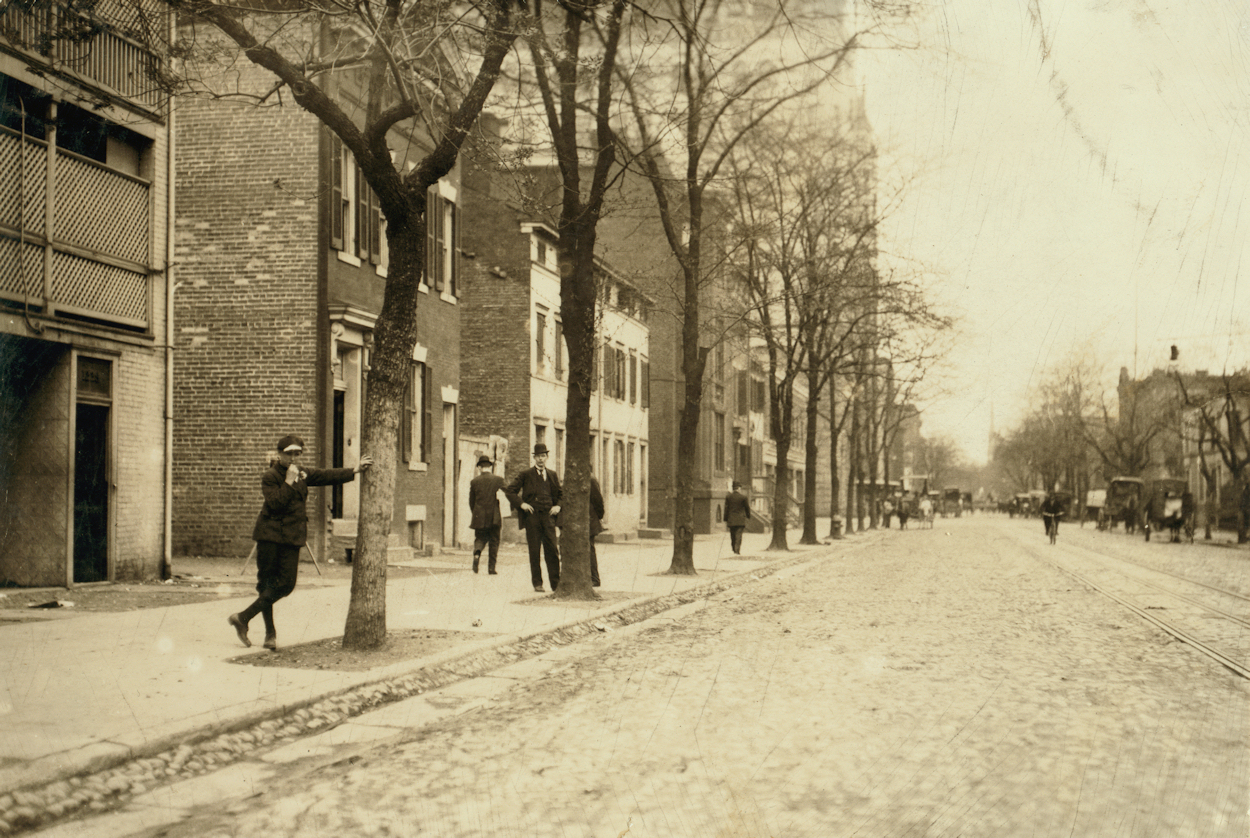
Esta zona de la Avenida Pensilvania, en Washington D. C., fue conocida desde mediados del hasta la década de 1920 como «Murder Bay», donde había numerosos burdeles.

Hacia la guerra civil estadounidense, la Avenida Pensilvania de Washington D. C., se había convertido en un tugurio de mala reputación conocido como «Murder Bay», donde había una extensa subclase criminal y numerosos burdeles. Tantas prostitutas se instalaron allí para atender las necesidades del Ejército del Potomac del general Joseph Hooker que la zona pasó a conocerse como «la División de Hooker».
En 1873, Anthony Comstock creó la Sociedad para la Supresión del Vicio de Nueva York, una institución dedicada a supervisar la moralidad del público. Comstock consiguió influir en el Congreso de los Estados Unidos para que aprobara la Ley Comstock, que ilegalizaba la entrega o el transporte de material «obsceno, lascivo o lascivo» y de información sobre el control de la natalidad. En 1875, el Congreso aprobó la Ley Page de 1875, que ilegalizaba el transporte de mujeres al país para ser utilizadas como prostitutas.
A finales del siglo XIX, los periódicos informaban de la existencia de 65 000 esclavos blancos. Alrededor de 1890, se registró por primera vez en Estados Unidos el término «barrio rojo». De 1890 a 1982, el burdel Dumas de Montana fue el establecimiento de prostitución más antiguo de Estados Unidos.

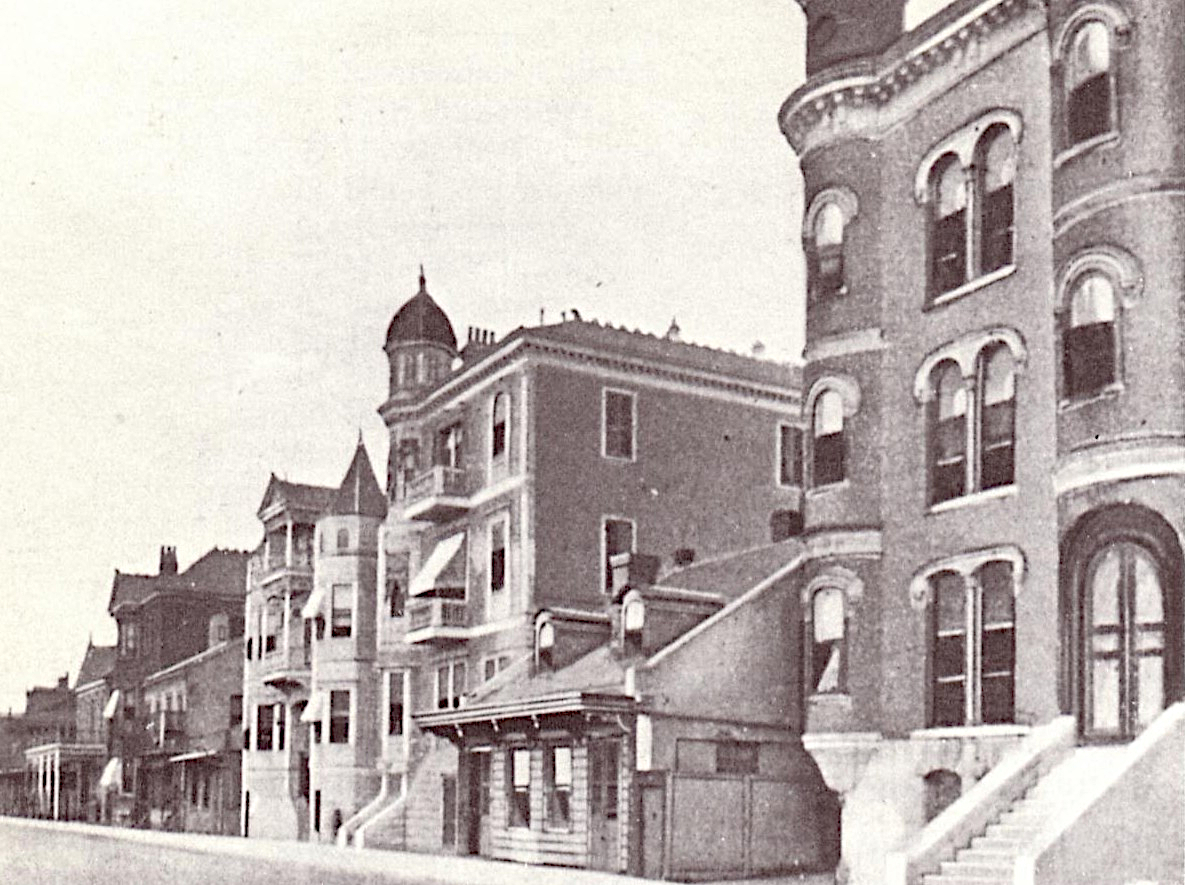
Burdeles de Basin Street en Nueva Orleans, hacia 1908.

El concejal de Nueva Orleans Sidney Story redactó una ordenanza en 1897 para regular y limitar la prostitución a una pequeña zona de la ciudad, «El Distrito», donde todas las prostitutas de Nueva Orleans debían vivir y trabajar. El distrito, apodado Storyville, se convirtió en la zona de prostitución más conocida del país. En su apogeo, Storyville llegó a tener unas 1 500 prostitutas y 200 burdeles.
Niñas y mujeres japonesas trabajaban como prostitutas conocidas como Karayuki-san en la costa oeste de Estados Unidos y prestaban servicios sexuales a hombres chinos, blancos y japoneses en América en el siglo XIX y principios del XX, ya que la mayoría de los inmigrantes chinos de la época eran varones, por lo que los hombres chinos se veían obligados a recurrir a prostitutas japonesas para mantener relaciones con mujeres. Las prostitutas japonesas trabajaban en el oeste americano y también como camareras. El issei japonés-americano Bunshiro Tazuma dijo: «A los 18 años [...] empecé [...] a trabajar como friegaplatos en un hotel de Spokane. Más tarde me convertí en cocinero y fui a Dakota del Norte, Dakota del Sur, Idaho, Oregón, Washington e incluso a Minnesota y Alaska [...] Para mi sorpresa, encontré al menos de dos a seis prostitutas japonesas en cada ciudad a la que fui entre Seattle y Saint Paul Incluso cuando fui a Alaska a  [...] una fábrica de conservas de salmón en 1908, me sorprendió ver de dos a cinco o seis en pueblos como Ketchikan, Juneau, Wrangell, Sitka y Skagway».

### SigloXX

#### Medidas legales y campañas de moralidad

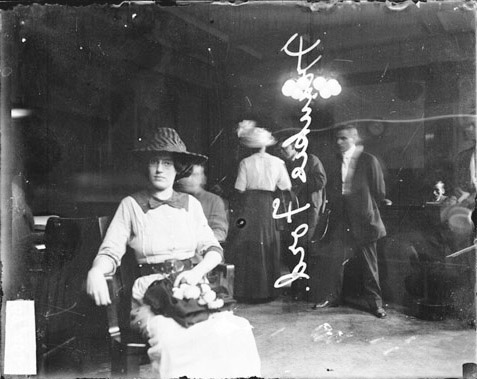
Interrogatorio de mujeres por la brigada antivicio en 1912.

En 1908, el gobierno fundó la Oficina de Investigación (BOI, a partir de 1935, FBI) para investigar la «trata de blancas» entrevistando a las empleadas de los burdeles para descubrir si habían sido secuestradas. De las 1 106 prostitutas entrevistadas en una ciudad, seis dijeron haber sido víctimas de la trata de blancas. La Ley de Trata de Blancas (Ley Mann) de 1910 prohibió la llamada trata de blancas. También prohibía el transporte interestatal de mujeres con «fines inmorales». Su principal objetivo era abordar la prostitución y la inmoralidad percibida. Posteriormente, el Tribunal Supremo incluyó el libertinaje consentido, el adulterio y la poligamia entre los «fines inmorales». Antes de la Primera Guerra Mundial, había pocas leyes que penalizaran a las prostitutas o el acto de la prostitución.
Durante la Gran Guerra, el gobierno estadounidense desarrolló un programa de salud pública llamado Plan Americano que autorizaba a los militares a detener a cualquier mujer en un radio de ocho kilómetros de un acantonamiento militar. Si se encontraba infectada, una mujer podía ser condenada a ingresar en un hospital o en una «colonia agrícola» hasta que se curara. Al final de la guerra habían sido encarceladas 15 520 prostitutas, la mayoría de las cuales nunca fueron hospitalizadas.
En 1918, la Ley Chamberlain-Kahn, que aplicaba el Plan Americano, otorgó al gobierno el poder de poner en cuarentena a cualquier mujer sospechosa de padecer una enfermedad venérea. Se exigía un examen médico y, si éste revelaba que se trataba de una enfermedad venérea, este descubrimiento podía constituir una prueba de prostitución. El objetivo de esta ley era evitar la propagación de enfermedades venéreas entre los soldados estadounidenses. Durante la Primera Guerra Mundial, Storyville, un distrito de Nueva Orleans donde se permitía la prostitución, fue clausurado para evitar la transmisión de enfermedades venéreas a los soldados de los campamentos cercanos del ejército y la marina.
El 25 de enero de 1917, una campaña contra la prostitución en San Francisco atrajo a grandes multitudes a las reuniones públicas. En una reunión a la que asistieron 7 000 personas, 20 000 se quedaron fuera por falta de espacio. En una conferencia con el reverendo Paul Smith, enemigo declarado de la prostitución, 300 prostitutas hicieron una petición de tolerancia, explicando que se habían visto obligadas a ejercer por la pobreza. Cuando Smith les preguntó si aceptarían otro trabajo por entre 8 y 10 dólares a la semana, las mujeres se rieron burlonamente, lo que les hizo perder la simpatía del público. Poco después, la policía cerró unas 200 casas de prostitución.

#### Décadas posteriores
Las condiciones de las trabajadoras del sexo cambiaron considerablemente en la década de 1960. La píldora anticonceptiva oral combinada se aprobó por primera vez en 1960 para uso anticonceptivo en Estados Unidos. «La píldora» ayudó a las prostitutas a prevenir el embarazo.
En 1967, la ciudad de Nueva York eliminó los requisitos de licencia para los salones de masaje, muchos de los cuales se convirtieron en burdeles. En 1970, Nevada comenzó a regular las casas de prostitución. En 1971, el Mustang Ranch se convirtió en el primer burdel con licencia de Nevada, lo que con el tiempo llevó a la legalización de la prostitución en prostíbulos en 10 de los 17 condados del estado. Con el tiempo, se convirtió en el mayor burdel del estado, con más ingresos que todos los demás burdeles legales de Nevada juntos. Para la Segunda Guerra Mundial, las prostitutas habían pasado cada vez más a la clandestinidad como prostitutas a domicilio.
En 1971, la madame neoyorquina Xaviera Hollander escribió The Happy Hooker: My Own Story, un libro que destacó por su franqueza en aquella época y que se considera un hito de la literatura positiva sobre el sexo. Una de las primeras precursoras (1920-1930) de Xaviera Hollander, tanto como madame y como autora, fue Polly Adler, cuyo libro superventas, A House Is Not a Home, acabó siendo adaptado como película. Carol Leigh, una activista por los derechos de las prostitutas conocida como «Scarlot Harlot», acuñó el término «trabajadora sexual» en 1978. Ese mismo año se estrenó en Broadway el musical The Best Little Whorehouse in Texas, basado en el burdel real Texas Chicken Ranch. La obra sirvió de base para la película de 1982 protagonizada por Dolly Parton y Burt Reynolds.
COYOTE, formado en 1973, fue el primer grupo de defensa de los derechos de las trabajadoras del sexo del país. Más tarde se formaron otros movimientos, como FLOP, HIRE y PUMA.

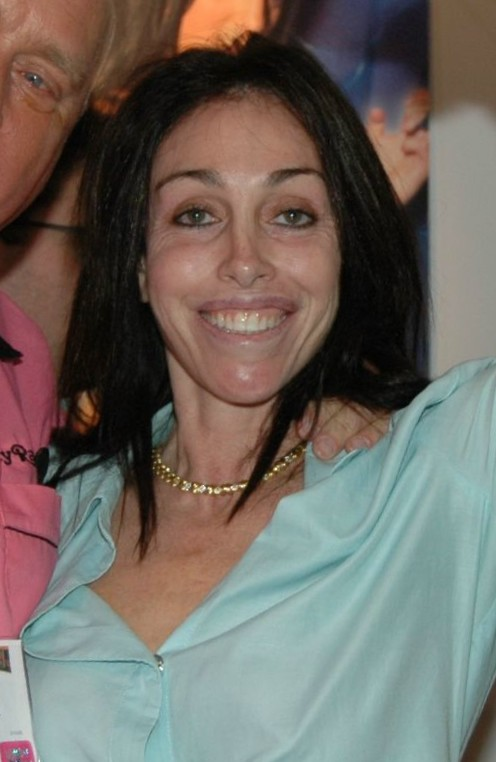
Heidi Fleiss se convirtió en una de las proxenetas más conocidas de Estados Unidos en la década de 1990.

En 1997, la llamada «madame de Hollywood» Heidi Fleiss fue condenada en relación con su red de prostitución por cargos como proxenetismo y evasión fiscal. Su red tenía numerosos clientes ricos. Su condena original de tres años provocó una indignación generalizada por la dureza del castigo, mientras que sus clientes no habían sido castigados. 
Anteriormente, en la década de 1980, Sydney Biddle Barrows, miembro de la élite social de Filadelfia, fue descubierta como prostituta en Nueva York. Se la conoció como «Madame Mayflower».
En 1990, el representante demócrata Barney Frank admitió haber pagado por sexo en 1989. La Cámara de Representantes votó para amonestarle.

### SigloXXI
Ted Haggard, exlíder de la Asociación Nacional de Evangélicos, dimitió en 2006 tras ser acusado de solicitar sexo homosexual y metanfetamina.
Por su parte, Randall L. Tobias, ex director de Ayuda Exterior de Estados Unidos y administrador de la Agencia de los Estados Unidos para el Desarrollo Internacional, dimitió en 2007 tras ser acusado de frecuentar un servicio de acompañantes en Washington D. C.
En 2007, el senador estadounidense por Luisiana David Vitter reconoció transgresiones pasadas después de que su nombre figurara como cliente del servicio de prostitución de la «D.C. Madam» Deborah Jeane Palfrey en el Distrito de Columbia.
Eliot Spitzer dimitió como gobernador de Nueva York en 2008, en medio de amenazas de destitución, después de que las noticias afirmaran que era cliente de una red internacional de prostitución.
En 2009, Rhode Island promulgó una ley que tipificaba la prostitución como delito menor. Antes de esta ley, entre 1980 y 2009, era el único estado de Estados Unidos en el que la prostitución estaba despenalizada, siempre que se ejerciera en interiores.
En 2014, debido al estancamiento de la economía en Puerto Rico, el gobierno consideró legalizar la prostitución. En 2018, el economista Robin Hanson sugirió que la legalización de la prostitución podría resolver el problema del inceldom, una subcultura responsable de numerosos brotes de violencia y asesinatos en masa en todos los Estados Unidos.
El 11 de abril de 2018, el Congreso de Estados Unidos aprobó la ley Stop Enabling Sex Traffickers Act, comúnmente conocida como FOSTA-SESTA, que imponía severas sanciones a las plataformas en línea que facilitaban el trabajo sexual ilícito. La eficacia de la ley ha sido cuestionada, ya que supuestamente ha puesto en peligro a las trabajadoras sexuales y ha sido ineficaz a la hora de atrapar y detener a los traficantes de sexo. Antes de que se firmara la ley, el Departamento de Justicia incautó el sitio web Backpage y acusó a sus fundadores de blanqueo de dinero y promoción de la prostitución, lo que contribuyó a desestabilizar enormemente la vida de las personas que comercian con el sexo.
El 16 de junio de 2021, el gobernador de Texas, Greg Abbott, firmó la ley HB1540, que convierte el pago por sexo en el estado de Texas en un delito grave punible con hasta dos años de prisión en caso de reincidencia, además de penas más severas para la captación en centros de atención o tratamiento infantil. Texas es el primer estado de Estados Unidos que tipifica como delito grave la compra de sexo. Esta ley representa un cambio con respecto al enfoque tradicional, ya que se dirige a los compradores de servicios sexuales en lugar de a los vendedores. La representante estatal Senfronia Thompson (demócrata de Houston), autora del proyecto de ley, declaró: «Sabemos que la demanda es la fuerza motriz del tráfico sexual de seres humanos. Si podemos frenar o erradicar la demanda, podremos salvar la vida de muchas personas». La ley entró en vigor el 1 de septiembre de 2021.
El 26 de junio de 2023, el estado de Maine promulgó una ley que despenalizaría parcialmente el acto de la prostitución, siguiendo el modelo nórdico; actualmente está en vigor.

## Tipos de prostitución

### Prostitución infantil
La prostitución infantil en Estados Unidos es motivo de grave preocupación. Según los informes, más de 100 000 niños son obligados a prostituirse en el país cada año.
Jessica Lustig ha argumentado que las leyes estadounidenses contra la prostitución tienden a perjudicar a las niñas que son ciudadanas estadounidenses, mientras que las leyes federales tienden a dar prioridad al bienestar de las niñas nacidas en el extranjero. Señala que una niña china de 14 años introducida en el país para ejercer la prostitución sería considerada una víctima y se le ofrecería un visado temporal, protección y servicios de apoyo. Sin embargo, una niña estadounidense de 14 años detenida por prostitución sería considerada una delincuente y podría acabar en un centro de menores.

### Barrios rojos
Aunque informales, pueden encontrarse algunos barrios rojos en el país. Dado que la prostitución es ilegal en todas partes excepto en unos pocos condados de Nevada, no existen burdeles formales en la mayor parte del país, pero pueden encontrarse salones de masaje que ofrecen prostitución junto con la prostitución callejera. Por lo general, estas zonas también tienen otros negocios orientados a adultos, a menudo debido a la zonificación, como clubes de striptease, sex shops, cines y salas para adultos, peepshows, espectáculos sexuales y clubes de sexo.

### Prostitución callejera
La prostitución callejera es ilegal en todo Estados Unidos. Esta tiende a concentrarse en determinadas zonas conocidas por la prostitución. Por ejemplo, las estadísticas sobre detenciones oficiales del Departamento de Policía de Chicago entre el 19 de agosto de 2005 y el 1 de mayo de 2007 sugieren que la actividad de la prostitución está muy limitada: casi la mitad de todas las detenciones por prostitución se producen en un minúsculo tercio del uno por ciento de todas las manzanas de toda la ciudad de Chicago. A las prostitutas callejeras que intercambian sexo por drogas se las conoce a veces como «fresas».
Un estudio sobre la violencia contra las mujeres que ejercen la prostitución callejera, realizado por la psicóloga clínica y activista contra la prostitución Melissa Farley, reveló que el 68 % de ellas declararon haber sido violadas y el 82 %, agredidas físicamente.
Una variante de la prostitución callejera es la que tiene lugar en las paradas de camiones situadas a lo largo de las carreteras interestatales en zonas rurales. Estas prostitutas, llamadas «lagartijas», se prostituyen en los aparcamientos de las paradas de camiones y pueden utilizar radios CB para comunicarse.
En la sociedad actual existe una jerarquía entre las prostitutas y una distinción aún mayor entre las trabajadoras de interiores y las de exteriores. Las prostitutas de interior ocupan el escalón superior e incluyen a las prostitutas independientes y a las trabajadoras de burdeles y salones de masaje. Las que trabajan al aire libre ocupan el nivel más bajo y tienen más probabilidades de sufrir abusos. Para un estudio sobre la victimización se entrevistó a 250 prostitutas, entre ellas 150 trabajadoras al aire libre y 125 trabajadoras en interiores. En 2005, el sociólogo Ronald Weitzer señaló que las trabajadoras de interior experimentaban menos daños en comparación con las de exterior.
Las prostitutas al aire libre o callejeras son las trabajadoras del sexo más reconocidas, pero constituyen un pequeño número de trabajadoras. Cunningham y Kendall (2011) señalan que solo el 20 % de las prostitutas trabajan en la calle. 
Las trabajadoras de interiores tienen más libertad para elegir a sus clientes y establecer límites que contribuyen a su seguridad.

### Escorts o prostitución a domicilio
A pesar de su ilegalidad, la prostitución de acompañantes existe en todo Estados Unidos, tanto de prostitutas independientes como de las contratadas a través de agencias de acompañantes. Tanto las autónomas como las agencias pueden anunciarse bajo el término «trabajo corporal» en la contraportada de periódicos alternativos, aunque algunas de estas profesionales del trabajo corporal son directamente profesionales del masaje.
Normalmente, una agencia cobrará a sus acompañantes una tarifa fija por cada conexión con un cliente o un porcentaje de la tarifa acordada de antemano. En San Francisco (California), es habitual que las agencias típicas del mercado heterosexual negocien desde 100 dólares hasta el 50 % de los ingresos declarados por una mujer (sin contar las propinas recibidas). La mayoría de las transacciones se realizan en efectivo, y en la mayoría de las grandes ciudades de Estados Unidos es habitual, aunque no obligatorio, que los clientes den propinas opcionales a las escorts. Las agencias de mayor envergadura suelen ofrecer la posibilidad de procesar tarjetas de crédito a cambio de una comisión.
Históricamente, las escorts y las agencias se han anunciado a través de anuncios clasificados, páginas amarillas o el boca a boca, pero en los últimos años, gran parte de la publicidad y la prostitución en locales cerrados se ha trasladado a los sitios de Internet. Los sitios pueden representar a escorts individuales, a agencias o pueden publicar anuncios de muchas escorts. También hay varios sitios en los que los clientes pueden debatir y publicar reseñas sobre los servicios sexuales ofrecidos por prostitutas y otras trabajadoras del sexo. Muchos sitios permiten a los compradores potenciales buscar profesionales del sexo por características físicas y tipos de servicios ofrecidos.
La publicidad de servicios sexuales en Internet no sólo la ofrecen sitios especializados, sino en muchos casos sitios de publicidad más convencionales. Craigslist contó durante muchos años con una sección de «servicios para adultos» de este tipo. Tras varios años de presión por parte de las fuerzas del orden y grupos antiprostitución, el portal cerró esta sección en 2010, primero para sus páginas de Estados Unidos y unos meses después a nivel internacional. En marzo de 2018 se cerró la sección de anuncios personales de Craigslist. En 2017 se cerró la sección «Adultos» de Backpage. En la actualidad, la publicidad online es el recurso más importante para cualquier persona interesada en la prostitución. Hay sitios web que atienden a diferentes tipos de clientela, desde escorts de lujo hasta de bajo presupuesto.

### Prostitución en burdeles
Con la excepción de algunos condados rurales de Nevada, los burdeles son ilegales en Estados Unidos. Junto con estos burdeles legales en Nevada, el sexo comercial también se produce. Debido al tema de la prostitución legal, los derechos de estos establecimientos son descuidados. Tanto los participantes en establecimientos como los burdeles, están sujetos a controles de antecedentes, controles de limpieza, y licencias de trabajo a petición del gobierno. Aparte de esto, muchos salones de masaje, saunas, spas, y otros establecimientos legales similares sirven como fachadas para la prostitución, especialmente en las grandes ciudades. Suelen estar situados en las ciudades o a lo largo de las principales autopistas.

## Situación legal
Nevada es la única jurisdicción estadounidense que permite cierta prostitución legal. Actualmente, seis de los diecisiete condados de Nevada tienen burdeles activos (todos son condados rurales); en febrero de 2018, había 21 burdeles en Nevada. La prostitución fuera de estos establecimientos autorizados es ilegal en todo el estado. La prostitución es ilegal en las principales áreas metropolitanas de Las Vegas, Reno y Carson City, donde vive la mayor parte de la población; más del 90 % de los ciudadanos de Nevada viven en un condado donde la prostitución es ilegal.
Además, en Maine está despenalizado vender sexo, pero es ilegal comprarlo.
La prostitución en Rhode Island se ilegalizó en 2009. El 3 de noviembre, el entonces gobernador Donald Carcieri promulgó un proyecto de ley que tipifica como delito la compra y venta de servicios sexuales. La prostitución fue legal en Rhode Island entre 1980 y 2009 porque no existía una ley específica que definiera el acto y lo ilegalizara, aunque las actividades asociadas como la prostitución callejera, la gestión de un burdel y el proxenetismo eran ilegales.
Luisiana es el único estado en el que las prostitutas condenadas deben registrarse como delincuentes sexuales. La ley estatal de delitos contra natura por solicitación se utiliza cuando se acusa a una persona de practicar sexo oral o anal a cambio de dinero. Solo las prostitutas procesadas en virtud de esta ley están obligadas a registrarse. Esto ha dado lugar a una demanda presentada por el Centro de Derechos Constitucionales.
El gobierno federal también persigue algunos delitos de prostitución. Un hombre que obligaba a mujeres a prostituirse fue condenado a 40 años de prisión en un tribunal federal. Otro fue procesado por evasión del impuesto sobre la renta. Otro hombre se declaró culpable de cargos federales por acoger a una niña de 15 años y hacerla trabajar como prostituta.
La prohibición de la prostitución en Estados Unidos ha sido criticada desde diversos puntos de vista.

### Impulso a la legalización en Nueva York
En 2020, algunos cargos electos presentaron proyectos de ley para legalizar la prostitución en el estado, pero no han recibido un apoyo generalizado. No obstante, el estado derogó una ley contra la prostitución que, según los críticos, desalentaba la prostitución callejera y se dirigía contra las personas transgénero.
Los fiscales de distrito locales gozan de gran discrecionalidad a la hora de aplicar los delitos de prostitución existentes. En la ciudad de Nueva York, los fiscales de distrito suelen desestimar los casos una vez completados los servicios a la comunidad. En enero de 2021, la oficina del fiscal de distrito de Brooklyn declaró que desestimaría más de mil órdenes judiciales basadas en la prostitución en los últimos 50 años, y que borraría la prostitución del historial delictivo de más de 25 000 personas condenadas por prostitución. A pesar de ello, la cuestión se plantea a menudo en las elecciones a fiscal de distrito, como ha ocurrido recientemente en Manhattan, donde destacados abogados de la ciudad, en particular P. A. Potter, fiscal adjunto del distrito, incluyeron una amnistía para las trabajadoras del sexo como parte de su exitosa campaña. Algunos fiscales de distrito de Nueva York han manifestado su apoyo al modelo nórdico, aunque esto ha provocado la reacción de los defensores de las trabajadoras del sexo que se oponen a la persecución de los compradores.

## Estadísticas sobre prostitutas y clientes
Un estudio de 1990 calculó que la prevalencia anual de prostitutas equivalentes a tiempo completo en Estados Unidos era de 23 por cada 100 000 habitantes, basándose en un estudio de captura-recaptura de prostitutas encontradas en Colorado Springs (Colorado), en los registros policiales y de clínicas de enfermedades de transmisión sexual entre 1970 y 1988.
Una continuación de dicho estudio halló una tasa de mortalidad entre las prostitutas activas de 459 por 100 000 personas-año, que es 5,9 veces superior a la de la población general (ajustada por edad y raza). Mucha gente considera que la prostitución es un delito sin víctimas, como suelen coincidir ambas partes. Sin embargo, muchas estadísticas muestran que es muy peligrosa físicamente. La tasa de mortalidad por 100 000 de las prostitutas en Estados Unidos es casi el doble que la de los pescadores de Alaska.
En marzo de 2008 se lanzó un estudio entre los participantes en programas voluntarios de abuso de sustancias, concluyéndose que el 41,4 % de las mujeres y el 11,2 % de los hombres habían vendido servicios de prostitución durante el último año. En Newark (Nueva Jersey), un informe afirma que el 57 % de las prostitutas son seropositivas, y en Atlanta, el 12 % de las prostitutas son posiblemente seropositivas.
Según una encuesta de TNS de 2004, el 15 % de todos los hombres han pagado por sexo y el 30 % de los hombres solteros mayores de 30 años han pagado por sexo. Más de 200 hombres respondieron a anuncios publicados en clasificados de servicios sexuales de la zona de Chicago para ser entrevistados en profundidad. De estos «clientes» confesos, el 83 % considera que comprar sexo es una forma de adicción, el 57 % sospecha que las mujeres a las que pagaron sufrieron abusos cuando eran niñas y el 40 % afirma que suele estar intoxicado cuando compra sexo.
Se calcula que el comercio de la prostitución en Estados Unidos genera 14 000 millones de dólares al año. Un informe de 2012 de la Fondation Scelles indicaba que se estimaba que había un millón de prostitutas en Estados Unidos.

## John Schools
Las llamadas John Schools son programas cuya misión es la rehabilitación de compradores de prostitución. Es un programa obligatorio que se utiliza como tratamiento para hombres que han sido detenidos por solicitar sexo a prostitutas. Este programa consiste en varias sesiones de terapia y una reunión informativa sobre las acciones legales, los peligros y los resultados duraderos que pueden tener lugar como consecuencia de solicitar sexo a una prostituta. En los primeros 12 años del programa en curso, ahora denominado «Programa de Prostitución para Primeros Delincuentes», la tasa de reincidencia de los delincuentes se redujo del 8 % a menos del 5 %. 
Desde 1995, se han implantado programas similares en más de 40 comunidades de Estados Unidos, entre ellas Washington D. C.; West Palm Beach (Florida); Búfalo y Brooklyn (Nueva York); y Los Ángeles (California). Una auditoría realizada en 2009 a la primera John School de San Francisco (California) por los analistas presupuestarios de la ciudad reprochó al programa la escasa definición de sus objetivos y la ausencia de un método para determinar su eficacia. A pesar de ser promocionado como un modelo nacional por el que los contribuyentes no pagan nada, la auditoría declaró que el programa no cubrió totalmente sus gastos en cada uno de los 5 años anteriores, lo que se tradujo en un déficit de 270 000 dólares.

## Tráfico sexual
La trata con fines sexuales incluye el transporte de personas mediante coacción, engaño o fuerza a condiciones de explotación y esclavitud, y suele asociarse a la delincuencia organizada.
Se calcula que dos tercios de las víctimas de trata en Estados Unidos son ciudadanos estadounidenses. La mayoría de las víctimas nacidas en el extranjero entran en el país con diversos visados. El Departamento de Estado calcula que cada año entran en Estados Unidos entre 15 000 y 50 000 mujeres y niñas víctimas de la trata.
Las medidas contra el tráfico de mujeres se centran en endurecer la legislación penal y los castigos, y en mejorar la cooperación policial internacional. Hay amplias campañas en los medios de comunicación que pretenden ser informativas para el público, así como para los responsables políticos y las víctimas potenciales.
La Oficina de Vigilancia y Lucha contra la Trata de Personas del Departamento de Estado de los Estados Unidos mantenía clasificado en 2024 su situación interior como país de "nivel 1".